# Interix
Interix fue un subsistema Unix conforme con POSIX para sistemas operativos Windows NT y un componente del subsistema Windows Services for UNIX. Al igual que el subsistema POSIX, Interix fue un subsistema de entorno para el kernel de Windows NT. Incluyó numerosas utilidades de código abierto como software y bibliotecas. Interix fue desarrollado y vendido originalmente como OpenNT, hasta que fue comprado por Microsoft en 1999.
Las versiones 5.2 y 6.0 fueron los componentes respectivos de Windows Server 2003 R2, Windows Vista Enterprise y Windows Vista Ultimate, y Windows Server 2008 como Subsystem for Unix-based Applications (SUA). La versión 6.1 fue incluida en Windows 7 (versiones Ultimate y Enterprise), pero deshabilitado por defecto, y en Windows Server 2008 R2 (todas las ediciones).
Estuvo como una característica obsoleta separada para Windows 8 y Windows Server 2012, y no disponible en Windows 10 (siendo Windows Subsystem for Linux su reemplazo).

## Detalles
La instalación completa de Interix (versión 3.5) incluye:
- Más de utiliaddes Unix como vi, ksh, csh, ls, cat, awk, grep, kill, etc.
- Un completo set de manuales para las utilidades y API
- El compilador GCC, cabeceras y bibliotecas
- Un compilador de línea de comandos C++ como envoltura tipo cc/c89 para Microsoft Visual Studio
- GNU Debugger
- Aplicaciones y bibliotecas cliente X11 (servidor X no incluido, aunque hay soluciones de terceros)
- Posee capacidades de "root" (ej. archivos setuid)
- Posee pthreads, bibliotecas compartidas, DSOs, control de tareas, señales, sockets y memoria compartida

El entorno de desarrollo incluye soporte para C, C++ y Fortran. Threading fue soportado usando el modelo Pthreads. 
A partir de la versión 5.2 (Server 2003/R2) las siguientes características fueron agregadas:
- "Mixed mode" para enlazar programas Unix con las DLL de Windows
- Soporte para CPU de 64-bit (adicional al soporte de 32-bit)
- Soporte para sistemas de archivos grandes en sistemas de 64-bit
- Las utilidades System V R4 pueden ser instaladas como alternativa a las utilidades de BSD integradas
- Plug-in de depuración MSVC
- Biblioteca de conectividad a base de datos (OCI/ODBC)

Desde la versión 6.0 (Vista and Server 2008) se agregan más características:
- Soporte para sockets y servicios de API IPv6
- Actualizaciones de utilidades para funcionalidades adicionales
- Plug-in MSVC mejorado

Interix release 6.0 para Vista estuvo disponible solo en las ediciones Ultimate y Enterprise.
La versión 6.1 estuvo disponible para Windows Server 2008 R2 y ediciones Ultimate y Enterprise de Windows 7.

## Soporte
El soporte tradicional fue provisto por Microsoft tras un pago o contrato de servicios, a través del lanzamiento de parches usualmente obtenibles desde Microsoft sin cargo adicional. Previamente, se podía obtener soporte gratuito a través de los foros dentro de la comunidad SUA. y a través de las Preguntas Frecuentes.

## Adiciones
Aplicaciones y bibliotecas de desarrollo pueden ser obtenidas sin cargo adicional desde el sitio de la Comunidad SUA y otros sitios comunitarios. Esas herramientas no son provistas por Microsoft, e incluyen OpenSSH, Git, Python y Bash.

## Historia
El desarrollo de este producto comienza en 1996 bajo el proyecto OpenNT de Softway Systems, Inc. antes que su nombre fuese cambiado a Interix en 1998. La última versión lanzada por Softway fue la 2.2. Softway había completado un lanzamiento en nombre código Firebrand en 1999, el cual formaría la base de Interix 3.0.
Interix fue adquirido por Microsoft en 1999. Microsoft continuó distribuyendo Interix 2.2 como producto independiente hasta 2002.
La versión 3.0 fue lanzado como componente de Windows Services for Unix (SFU) 3.0 en 2002. Interix 3.5 fue lanzado como componente de SFU 3.5 en enero de 2004.
Interix se volvió un componente integrado de las distribuciones regulares de Windows como componente de Windows Server 2003 R2 en diciembre de 2005 en su versión 5.0, y fue un componente de Windows Vista en su versión 6.0 (RTM noviembre de 2006). Se lanzó la versión 6.0 de SUA junto con Windows Server 2008. Windows 7 y Windows Server 2008 R2 incluyó SUA 6.1.
Microsoft anunció en 2011 que Interix no sería incluido a partir de Windows 8, y los consumidores se verían en la obligación de migrar esas aplicaciones a alguna solución alternativa.

## Lanzamientos
OpenNT Commands & Utilities, Release 1.0 (1.0)
1996-03-29 OpenNT Commands & Utilities, Release 1.0 para WinNT POSIX Subsystem
1996-07 X11R6 Server (Win32)
1996-08 telnetd (e inetd)
OpenNT 1.1 y SDK (1.1)
1996-09 OpenNT 1.1 y SDK para WinNT i386,alpha
OpenNT 2.0 (2.0)
1997-05 OpenNT 2.0 (Apache httpd y xv) para WinNT i386,alpha
1997-08-12 "OpenNT: UNIX Application Portability to Windows NT via an Alternative Environment Subsystem" Usenix paper
1997-08-12 "OpenNT: UNIX Application Portability to Windows NT" Usenix presentation (again 1998-06)
1997-11 "inetd and telnetd on Windows NT with OpenNT"
OpenNT 2.1 (2.1)
1997-12 OpenNT 2.1 para WinNT i386,alpha
1998-01 OpenNT 2.1
1998-02 "Technical Note #9: inetd and the Daemon Package"
1998-spring paper update
1998-06 Interix 2.1 rebranding
Interix 2.2 (2.2)
1998-06 Interix 2.2(.0)?
1999-02 SFU 1.0 en paraWinNT 4.0(SP3+) i386,alpha (no contiene Interix; incluido por razones históricas tras la adquisición por parte de Microsoft)
1999-09-17 Adquirido por Microsoft
1999-12 Interix 2.2(.0) para WinNT 3.51(SP5+),4.0(SP3+),5.0
Interix 2.2 Service Pack 1 (2.2.4)
Interix 2.2.5 (2.2.5)
2000-02 Interix 2.2.5 para WinNT 4.0(SP5+),5.0
2000-04 SFU 2.0 en para WinNT 4.0(SP4+),5.0 i386 (does not contain Interix; included for historical purposes with MS acquisition)
2000-06 SFU 2.0 ja for WinNT 4.0(SP4+),5.0 i386 ((no contiene Interix; incluido por razones históricas tras la adquisición por parte de Microsoft)
2001-06-30 "Strangely Enough It All Turns Out Well" Usenix talk
Microsoft Windows Services for UNIX 3.0 (3.0)
2002-05 SFU 3.0 en para WinNT 4.0(SP6a+),5.0,5.1 i386
- Interix 3.0 (AKA Firebrand)

2002-10 SFU 3.0 ja para WinNT 4.0(SP6a+),5.0,5.1 i386
Microsoft Windows Services for UNIX 3.5 (3.5)
2004-01 SFU 3.5 en,ja para WinNT 5.0,5.1,5.2 i386
Windows Server 2003 R2 (all editions) Subsystem for UNIX-based Applications (5.2)
2005-12-06 WinNT 5.2 R2
Windows Vista (Ultimate and Enterprise editions) Subsystem for UNIX-based Applications (6.0)
2006-11-08 WinNT 6.0 (2007-01-30)
Windows Server 2008 (all editions) Subsystem for UNIX-based Applications (6.0)
2008-02-04 WinNT 6.0
Subsystem for UNIX-based Applications en Microsoft Windows 7 y Windows Server 2008 R2 (6.1)
2010-03-11 WinNT 6.1

## Lectura adicional
- Walli, Stephen R. (13 de abril de 2016). «Running Linux Apps on Windows (and other stupid human tricks) Part I». medium.com.
- Walli, Stephen R. (13 de abril de 2016). «Running Linux Apps on Windows (and other stupid human tricks) Part II». medium.com.